# Jakobín
Jakobín, o El jacobí en català, opus 84 (B. 159), és una òpera en tres actes composta per Antonín Dvořák sobre un llibret txec de Marie Červinková-Riegrová, basat en A la cort Ducal d'Alois Jirásek. S'estrenà al Teatre Nacional de Praga el 9 de febrer de 1889 amb la direcció d'Adolf Čech. És una de les òperes txeques més populars i més freqüentment representades.
Tot i l'èxit que va acompanyar l'estrena, la recepció per part de la crítica va ser variada i el compositor no va quedar satisfet. Dvořák va prendre la decisió de revisar la partitura, però aquest procés va ser interromput a causa de la llarga estada del compositor als Estats Units. Com a resultat, la versió final de l'òpera, notablement evolucionada, no es va completar fins al 1898 i es va reestrenar el 19 de juny de 1898 en el mateix teatre d'òpera i el mateix director. Auesta versió des d'aleshores ha esdevingut l'estàndard.
Dvořák va vacil·lar en fer servir aquest llibret ambientat a Bohèmia per la por a una altra decepció a l'estranger, després d'una sèrie d'intents fallits de portar Dimitrij a les audiències de fora del país.
Però finalment, El jacobí va triomfar allà on era representada i es va convertir en una de les òperes més representades de Dvořák, tant en el seu país com a l'estranger. La història conté elements que recorden la història bíblica del fill pròdig, i també tracta sobre temes generals com l'engany, el perdó i la reconciliació.

## Origen i context

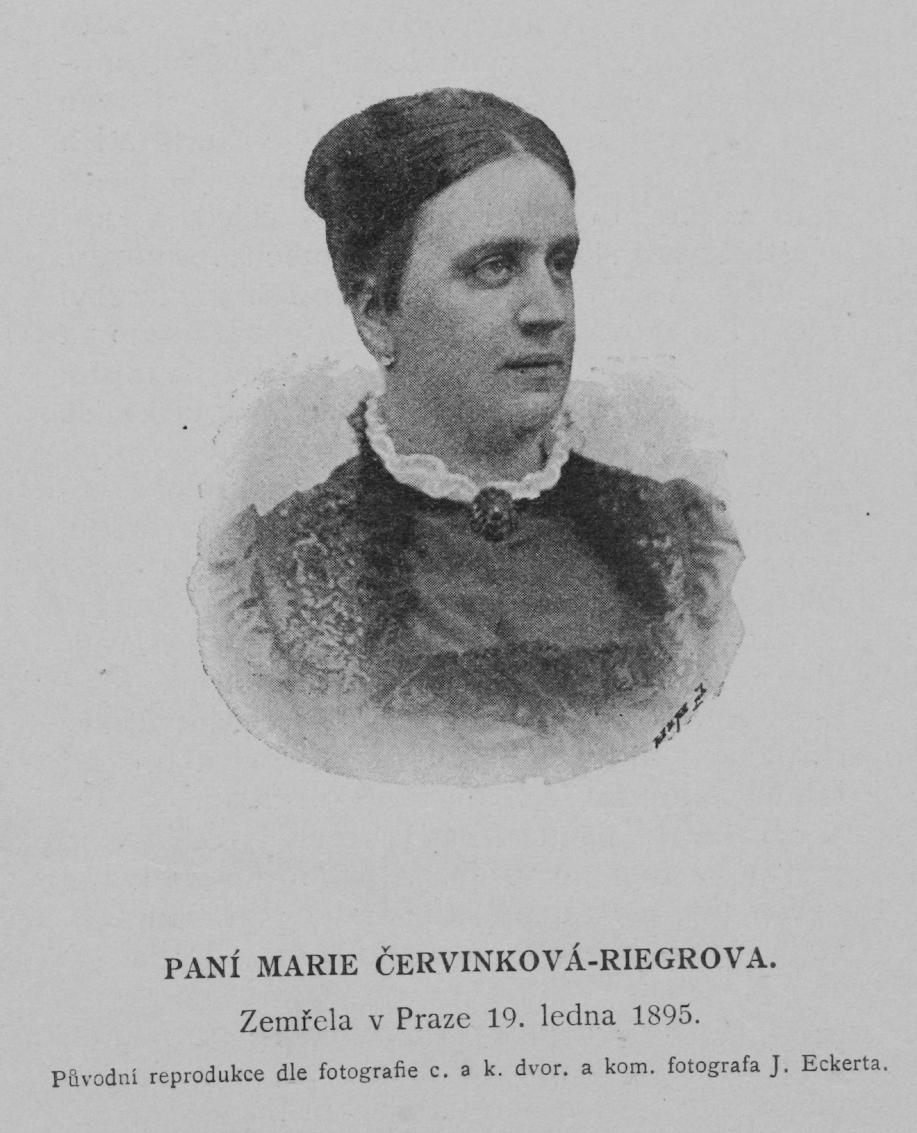
Marie Červinková-Riegrová, amiga de Dvořák i autora del llibret

El jacobí és una de les seves últimes òperes, just anterior a les que són les seves obres mestres, El diable i Catalina i Rusalka, que precediren al seu torn l'última i una mica confusa Armida. En el moment que compon aquesta òpera, Dvořák estava sent receptiu dels nacionalistes txecs conservadors, els anomenats Vells Txecs. Així, la llibretista va ser Marie Červinková-Riegrová, filla del polític nacionalista Rieger. Rieger estava enemistat amb Smetana i dels anomenats Txecs Joves o nous.
La gènesi del llibret va ser llarg i complicat per coincidir en el temps amb l'esforç conjunt de Dvořák i Červinková en l'òpera anterior Dimitrij. Dvořák també va haver de complir amb una sèrie de compromisos a l'estranger. El compositor inicialment va pensar en un llibret a Josef Štolba, autor que li va proporcionar el text de la seva òpera del 1874 Els amants obstinats que, després de set anys de retards, finalment es va celebrar al Teatre Nou Txec el 2 d'octubre de 1881. Però Štolba no va acceptar les tarifes baixes que Dvořák li va oferir.
Červinková-Riegrová es va inspirar en alguns dels personatges de la novel·la d'Alois Jirásek, A la cort ducal, per a desenvolupar la seva pròpia història. El primer acte del llibret el va finalitzar el maig de 1882 i el va llegir en veu alta a Dvořák. El compositor va quedar satisfet amb el tema i el tractament, de manera que l'autora va continuar la seva feina. A la segona meitat d'octubre es van reunir de nou tot i que Červinková no estava molt convençuda del resultat. Tot i això, Červinková va acabar d'escriure el text la primavera de 1883 i, sota un nou títol, "La balada de la mare", el va presentar en un concurs organitzat pel comitè fundador del Teatre Nacional. Cap llibret va guanyar el premi i el seu va rebre una menció d'honor.

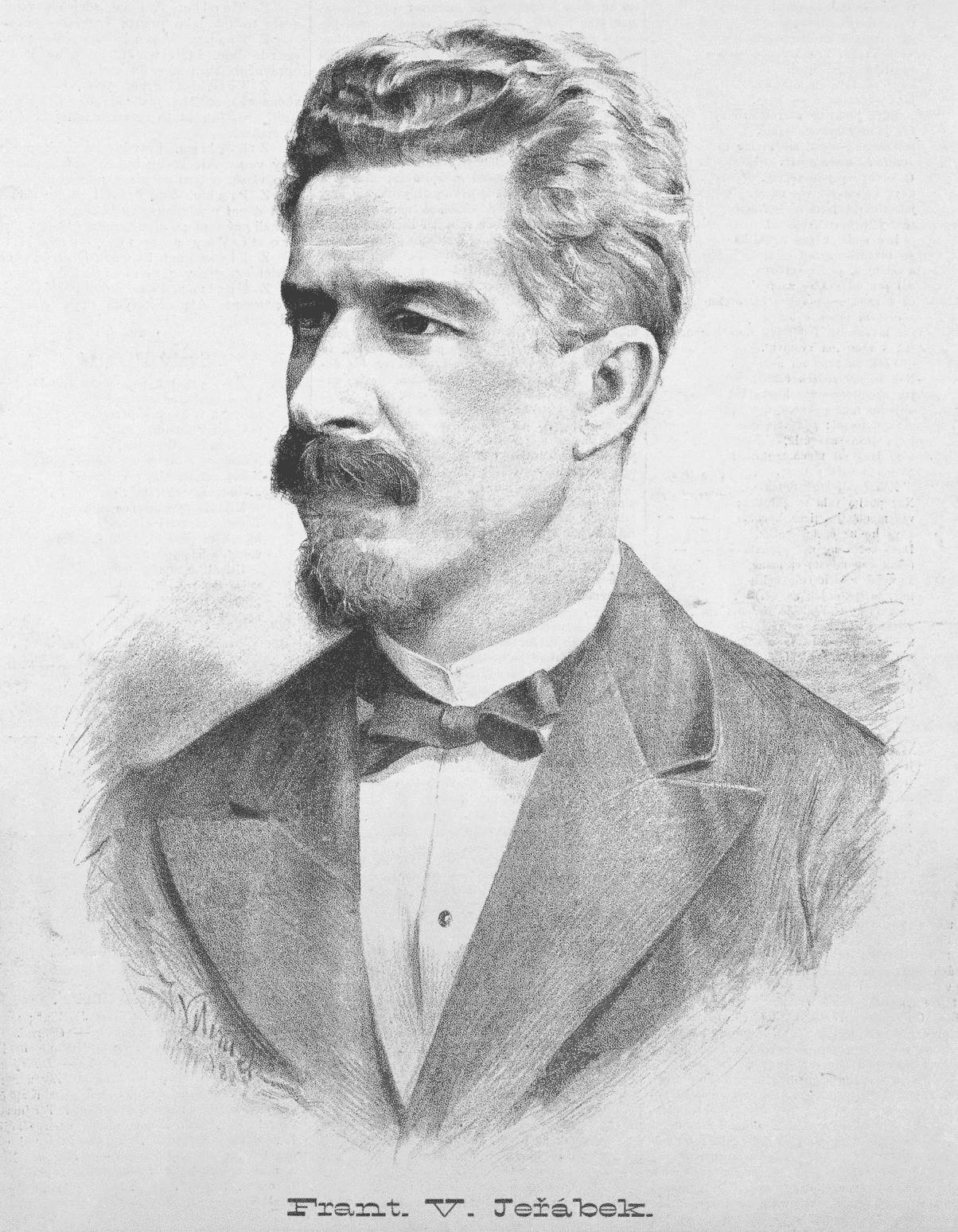
El dramaturg František Věnceslav Jeřábek va influir molt en la redacció final del llibret

El resultat final de la història va ser molt influenciat pel dramaturg František Věnceslav Jeřábek, quan Červinková li va proporcionar el llibret per a la seva avaluació. Jeřábek va proposar diversos canvis, el més important dels quals fou la idea de transferir la trama de la segona meitat del segle xviii fins als temps de la Revolució Francesa i d'incorporar el tema del jacobinisme, del qual el protagonista és acusat erròniament. Amb aquest nou enfocament de la història, l'obra va rebre el seu títol definitiu.
El juny de 1883 Dvořák va començar a posar música al llibret. En una carta a Červinková escriu: «He llegit el llibret amb molta cura i he de confessar que m'he convertit en un bon amic del text. M'agrada molt». La composició no va acabar d'arrancar a causa dels compromisos que Dvořák començava a tenir a l'estranger i també per la seva indecisió una vegada més de tractar un tema local.
El destí de l'òpera El jacobí va ser finalment impulsada gràcies a una carta enviada per Červinková a Dvořák l'1 d'agost de 1887: «Vaig escriure aquest llibret a petició vostra. Vostè va aprovar tant l'escenari com el llibret, en moltes ocasions vostè va expressar la seva satisfacció per la meva feina, i la intenció de posar-li música. Però després ha canviat d'opinió i diu que els crítics musicals estan tractant de desanimar-lo. Crec que, en aquesta matèria, el que importa és el que a vostè, i només a vostè, li agrada. Si no té una veritable inclinació a emprendre El jacobí, el desig és necessari per a l'èxit d'una obra musical com aquesta, li demano que no se senti incòmode sobre això i que em retorni el llibret, immediatament» Aquesta visió resolutiva de Červinková va tenir clarament un impacte en Dvořák que, sense més demora i sis anys després de la seva intenció inicial d'escriure l'òpera, la tardor de 1887 va començar a treballar-hi.
Dvořák va treballar en la versió original de El jacobí sobretot durant aproximadament un any, del 10 de novembre de 1887 al 18 de novembre de 1888. Červinková va fer més revisions al llibret l'estiu de 1894 quan, cinc anys després de l'estrena, Dvořák va decidir reelaborar l'òpera.
El relat evoca l'ambient d'una petita ciutat txeca idealitzat durant l'època de la Revolució Francesa, amb tota una varietat de personatges típics txecs. El llibret sens dubte també hauria apel·lat al compositor pel fet que una sèrie de detalls de la trama sorprenentment es corresponia amb les circumstàncies de la joventut de Dvořák. L'entorn en què es desenvolupa la història és similar al de Zlonice, on el compositor va passar part de la seva adolescència. El mestre i músic Benda es podria comparar amb Antonín Liehmann de Zlonice, que va iniciar al jove Dvořák en la teoria de la música. Igual que Benda a l'òpera, Liehmann també tenia una filla anomenada Terinka, amb qui Dvořák (Jiří a l'òpera) va cantar al cor durant la missa. S'ha especulat la possibilitat que Červinková hagués introduït aquests paral·lelismes deliberadament, però, no hi ha documentació que ho acrediti. HC Colles ha qualificat aquesta òpera com "la més subtil i íntima de les seves òperes camperoles", i ha assenyalat "la claredat que les seves escenes estan dibuixades de la vida".

## Representacions

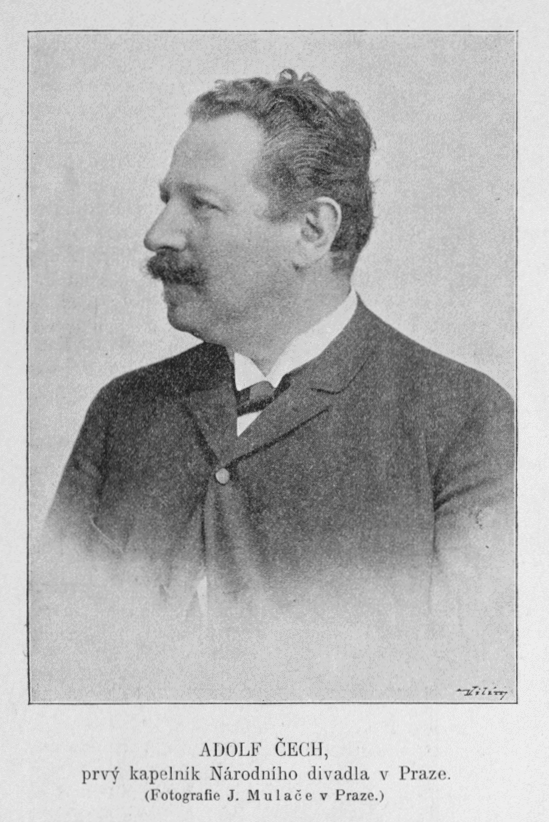
Adolf Čech, el director de les dues estrenes

El jacobí es va estrenar el 12 de febrer de 1889 al Teatre Nacional de Praga, sota la direcció d'Adolf Čech. Va triomfar i es va realitzar catorze vegades. En anys posteriors, el nombre d'actuacions va superar amb escreix la de les òperes de l'etapa anterior del compositor. Però els crítics no van ser tan benevolents i van trobar negatives la seva falta de lògica narrativa i certs defectes musicals. El mateix Dvořák no va quedar satisfet de com havia quedat l'òpera i, el 1894, va demanar a la direcció del Teatre Nacional d'aturar temporalment la seva producció (el teatre ja havia acollit 34 actuacions d'El jacobí), per tornar a treballar en l'òpera.
Červinková-Riegrová va revisar el llibret, seguint els desitjos de Dvořák, especialment l'últim acte. Una vegada més, els compromisos dek compositor van retardar els seus pans i no va ser fins tres anys després que es va embarcar en un nou arranjament musical. Hi va treballar de febrer a desembre de 1897, revisant tota l'obra. L'estrena revisada va ser el 19 de juny de 1898, també dirigida per Adolf Čech, i es va convertir en la versió habitual. En la segona versió es nota que el compositor havia passat per un període en què havia aprofundit i ampliat les seves idees musicals.
Immediatament, l'òpera es va establir als teatres txecs de forma permanent i amb el temps s'ha fet molt popular. Només al Teatre Nacional de Praga, per exemple, s'hi ha representat més de mil vegades fins a l'any 2011. A diferència de les òperes anteriors de Dvořák, El jacobí va gaudir d'una sèrie de produccions a l'estranger (sempre després de la mort del compositor) a Ljubljana, Zagreb, Barcelona, Mannheim, Berlín, Dresden, Essen, Weimar, Londres, Wexford, Edimburg i Washington. La Televisió Txecoslovaca va enregistrar una producció d'una versió abreujada de l'òpera el 1974.

## Argument
Lloc: un petit poble rural de Bohèmia
Temps: 1793

### Acte I
Plaça d'un petit poble de Bohèmia en plena festa major. Bohuš, fill del comte de Harasov, arriba amb la seva dona Julie. Torna de França on ha estat molt de temps, durant els esdeveniments de la gran Revolució (1793). Ve a la recerca de repòs al castell del seu pare, i l'alegre sonar de les campanes i els cants religiosos que arriben de l'església veïna, desperten en ell els records de la seva infantesa tan feliçment transcorreguda en aquell tranquil paratge, sota la cura de la seva ja difunta mare. Aquests íntims sentiments van barrejats amb el record de les intrigues tramades pel seu cosí Adolf per fer-li perdre l'afecte patern. Coneixedor aquest de les idees democràtiques que ha adquirit Bohuš en terres de França, l'ha delatat a l'autoritari comte, qui ja no vol saber res del seu fill.
Acabada la missa major, la gent surt de l'església i es va omplint la plaça d'alegres joves que contrasten amb els reposats burgesos. Entre aquests, arriba l'intendent del castell, un tipus presumit, que ve perseguint amb les seves pretensions amoroses a la bella donzella Terinka, filla de Benda, el mestre d'escola del poble, i al mateix temps inspirat músic. Però Terinka té un altre pretendent que li plau molt més, Jiří, un jove ben plantat, a les galanteries del qual es mostra sensible. Aquest es burla despietadament de la ridícula cançó d'amor que l'intendent dedica a la seva estimada i l'escarneix fins a aconseguir indignar-lo vivament. I quan Jiří s'afanya a fer noves propostes d'amor a Terinka, l'intendent s'interposa reprenent-lo durament per la seva conducta, arribant fins i tot a amenaçar-lo de la seva incorporació immediata a l'exèrcit, per així allunyar-lo de la seva estimada.
En aquestes, Bohuš es presenta d'incògnit a l'intendent i li demana que l'introdueixi a casa del comte. Per aquell, s'assabenta Bohuš de la mala reputació que té actualment en el llogaret, fins al punt que per les idees que va adquirir a França, l'anomenen el «jacobí». Comprèn llavors l'enuig del seu pare contra ell, i l'allunyament que li imposa. Mentrestant ell i la seva dona s'han anat fent més i més sospitosos als ulls de l'intendent, que no cessa d'observar-los fins que l'arribada del vell comte l'aparta de la seva obsessió. Apareix, per fi, aquest, i és acollit pels seus súbdits amb grans manifestacions de goig i respecte. Arriba amb el seu nebot Adolf amb la intenció de presentar-lo com a futur senyor, i que sigui reconegut com a veritable hereu dels seus dominis. Tots els presents l'aclamen com a tal.

### Acte II
A casa el mestre d'estudi Benda es reuneix una bona colla de jovent i tots es troben ara atrafegats amb l'assaig de la serenata que han d'executar en la festa que es prepara al castell en honor del senyor nou. Terinka i Jiří, encarregats de contar els solos de la serenata, aprofiten una breu absència del mestre per a interrompre l'assaig i lliurar-se novament al seu col·lotge amorós. Però Benda, que els sorprèn, veu amb mals ulls les intencions del jove galant, ja que ell més s'estimaria que la seva filla fos la intendenta. S'entaula amb aquest motiu una discussió entre ells, fins que és interrompuda per l'arribada de Julie i Bohuš, els quals venen o pregar a Benda que els doni allotjament a casa seva.
El mestre no reconeix en el foraster el seu antic i predilecte deixeble, però en veure que es tracta d'un artista, el vell músic es mostra propici a hostatjar-lo junt amb la seva esposa, i encara, accedint els seus precs, li promet procurar-li una entrevista amb el senyor comte.
Arriba l'intendent amb intenció de prosseguir el festeig amb la filla del mestre i s'enfurisma en trobar-lo amb el jove galant, al qual renova l'amenaça d'enviar-lo sense dilació al servei militar. Mentrestant s'ha escampat per tota la vila la nova de l'arribada del jacobí. I el mateix comte Adolf, que ve cercant-lo adelerat, en trobar Bohuš a casa de Benda, el fa agafar i tancar a la presó.

### Acte III
En el castell del comte es troba Jiří, intentant endebades d'arribar fins al vell senyor per tal d'informar-lo de la sort de Bohuš. A la fi i mercès a la bona ajuda de Benda i de la vella majordoma Lotinka, aconsegueix introduir Julie en el castell i cuitosa aquesta s'amaga en la cambra de la difunta mare de Bohuš.
El vell comte. en una conversa amb Benda,·li confia que, malgrat tot l'esdevingut, en el fons del seu cor serva un gran afecte envers el fill que ha repudiat. I mentre esplaia els seus sentiments íntims, tol d'una es commou fortament en sentir la tonada d'una cançó de bressol, la mateixa que la seva esposa cantava, ja fa tants d'anys, per a fer dormir el seu fillet Bohuš. La seva emoció augmenta encara quan se li presenta la desconeguda cantaire, la qual es descobreix com a nora seva, i li relata les intrigues de què ha estat víctima el sou espòs empresonat.
Davant tota la reunió dels convidats a la festa i del poble que conduït per Benda ve a cantar-li la serenata, mana el comte que Bohuš sigui tret de la presó i conduït a la seva presència de seguida. Ensems, rebutja el traïdor Adolf i el foragita del seu lloc. En arribar Bohuš a correcuita, el comte se sent feliç d'obrir al fill amat els braços paternals. També Jiří i Terenka, per mediació del comte són autoritzats a casar-se i als alegres sons de la dansa tota la concurrència festeja el restabliment de la pau i la concòrdia en la noble família reunida feliçment després de tan llarga separació.

## Enregistraments
- 1943 — Hamburger Archiv Für Gesangskunst, cantada en alemany: Josef Becker, Hans-Jürgen Demitz, Gabriele Maria Ronge, Jörn W. Wilsing, Josef Hopferwieser, Richard Kogel, Wolf Appel; Orquestra Simfònica de Berlín; Fritz Weisse, director
- c. 1950 — Hamburger Archiv Für Gesangskunst PN 30474, en alemany: Artur Kern, Robert Granzer, Mirjana Irosch, Rudolf Katzböck, Adolf Dallapozza, Jolanta Radek; Orchester der Wiener Volksoper; Ivan Parik (director)
- 1952 — Archipel P 2013, en alemany: Walter Berry, Andreas Agrelli, Trude Arthold, Franz Fuchs, Leo Heppe, Waldemar Kmentt, Fritz Uhl, Gisela Rathauscher, Susanne Naidic; Tonkünstlerchor, Großes Wiener Rundfunkorchester; Kurt Tenner, director d'orquestra
- 1972 — Supraphon 11 2190-2 612, en txec original: Karel Průša, Karel Berman, Ivana Mixová, Vilém Přibyl, Beno Blachut, Václav Zítek, René Tuček, Daniela Šounová-Brouková, Marcela Machotková; cor mixt Kühn; Cor Infantil Kantilena; Orquestra Filharmònica de Brno⁣; Jiří Pinkas, director d'orquestra
- 2001 — Fonè 024 2SACD, en txec: Valentin Pivovarov, Markus Werba, Alessandro Grato, Tatiana Monogarova; Orquestra Filharmònica Nacional de Belarús, Wexford Festival Opera Chorus; Alexandre Voloschuk, director
- 2003 — Orfeo 641 043, en txec: Mark Holland, Marcin Bronikowski, Christoph Stephinger, Andrea Danková, Peter Mikuláš, Michal Lehotský, Eberhard Francesco Lorenz, Lívia Ághová, Mechthild Georg ; Cor de Cambra de Praga, WDR Rundfunkchor Köln, WDR Sinfonieorchester Köln ; Gerd Albrecht, director d'orquestra
- 2023 — OperaVision, filmat a Brno, en txec: Vykopalová, Kaňková, Levíček, Briscein, Hoza, Szendiuch; dirigida per Klecker